# Wesertor (Kassel)
Wesertor ist einer von 23 Stadtteilen der nordhessischen Großstadt Kassel (Hessen, Deutschland).

## Geografie

### Lage
Der Stadtteil Wesertor wird südöstlich durch die Fulda und im Norden durch den Höhenrücken des Möncheberges begrenzt. Im Bereich des Pferdemarktes und an der Schützenstraße fließt die Ahna aus dem Habichtswald zur Mündung etwas oberhalb der Hafenbrücke.
Die Straßenbahnlinien 3,6 und 7 fahren dahin.

### Geschichte
Historisch war das Wesertor der Stadtteil, der in den Fuldaniederungen außerhalb des Weser-Tors nordöstlich der Altstadt anschloss. Im Bereich des Finkenherds stand ursprünglich das Ahnaberger Kloster, das in der Geschichte der Stadt eine entscheidende Rolle gespielt hat.
Wesertor ist ein alter Arbeiterstadtteil mit hoher Durchmischung aber seit den 1990er Jahren mit einem kontinuierlichen Verlust besitzergeführter Versorgungsstruktur.

## Politik

### Ortsbeiratswahl
Die Wahlbeteiligung bei der Ortsbeiratswahl 2021 lag bei 25,9 %.

### Wahlen im Stadtteil
| Jahr | Wahl                        | Wbt.  | Linke | SPD  | AfD  | Grüne | CDU  | BSW | FDP | FW   | Sonst. |
| ---- | --------------------------- | ----- | ----- | ---- | ---- | ----- | ---- | --- | --- | ---- | ------ |
| 2025 | Bundestagswahl              | 66,4  | 30,0  | 17,9 | 13,9 | 13,7  | 11,3 | 6,4 | 2,4 | 1,3  | 3,4    |
| 2024 | Europawahl                  | 42,6  | 12,5  | 13,6 | 9,5  | 18,0  | 11,8 | 5,8 | 3,1 | 1,5  | 24,2   |
| 2023 | Landtagswahl                | 37,4  | 16,5  | 17,2 | 15,4 | 20,2  | 14,7 | —   | 2,9 | 3,0  | 10,1   |
| 2021 | Bundestagswahl              | 55,1  | 15,2  | 23,5 | 6,3  | 26,8  | 8,9  | —   | 8,5 | 1,5  | 9,3    |
| 2021 | Ortsbeirat                  | 25,9  | 25,7  | 20,4 | —    | 34,0  | 9,0  | —   | 2,4 | 8,5  | —      |
| 2021 | Stadtverordnetenversammlung | 25,9  | 20,6  | 19,3 | 6,2  | 30,0  | 10,7 | —   | 4,7 | 3,7  | 4,81   |
| 2016 | Ortsbeirat                  | 23,5  | —     | 42,1 | —    | 34,2  | 11,6 | —   | —   | 12,0 | —      |
| 2016 | Stadtverordnetenversammlung | 23,8  | 17,9  | 28,8 | 13,9 | 17,2  | 13,2 | —   | 2,4 | 3,3  | 3,42   |
| 2011 | Ortsbeirat                  | 25,3  | —     | 55,7 | —    | 35,1  | 9,2  | —   | —   | —    | —      |
| 2011 | Stadtverordnetenversammlung | 25,3  | 10,8  | 40,3 | —    | 19,5  | 19,6 | —   | 1,2 | 1,2  | 7,53   |
| 2006 | Ortsbeirat                  | 20,5  | —     | 48,0 | —    | 20,4  | 31,5 | —   | —   | —    | —      |
| 2001 | Ortsbeirat                  | k. A. | —     | 45,7 | —    | 17,6  | 36,7 | —   | —   | —    | —      |

Fußnoten
1 2021: zusätzlich: Bienen: 2,6 %; PARTEI: 2,2 %

2 2016: zusätzlich: Piraten: 3,4 %

3 2011: zusätzlich: Piraten: 6,3 %; AUF-Kassel: 1,2 %

### Ortsbild und Bauwerke

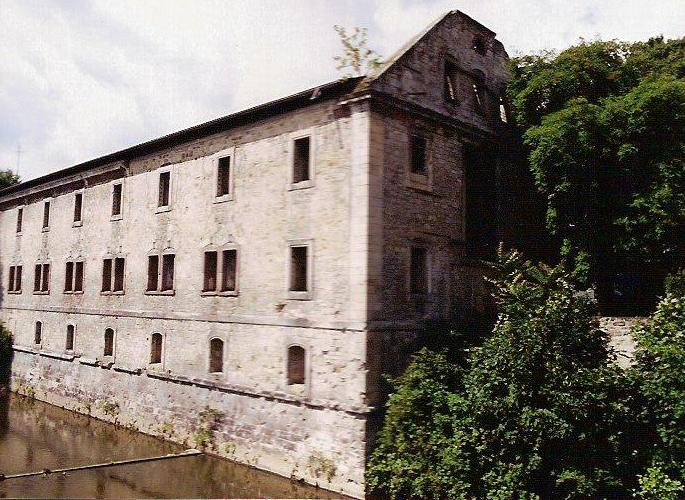
Das seit dem Krieg zerstörte Karlshospital an der Weserstraße vor dem Umbau 2005

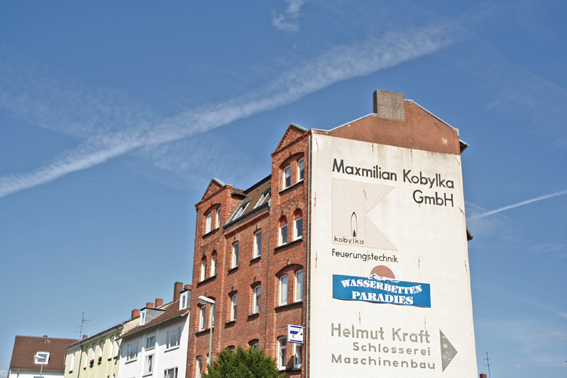
Gründerzeitbau auf der Mönchebergstraße

Durch den Zweiten Weltkrieg wurden große Teile des Wesertors zerstört. Von seiner historischen Vergangenheit künden nur mehr wenige Zeugnisse, wie zum Beispiel das Zeughaus und das Karlshospital. Beide Gebäude waren bis in die 2000er Jahre Ruinen und sind saniert worden. Das Zeughaus, von dem allein die Außenmauern des Kopfgebäudes an der Artilleriestraße/Zeughausstraße erhalten geblieben sind, wurde durch den Einbau einer Cafeteria der angrenzenden Berufsschulen ergänzt. Das Karlshospital wurde in seiner historischen Substanz vollständig entkernt und überbaut.
Die benachbarte Vogt’sche Mühle ist als Wasserkraftwerk zur Nutzung der Staustufe im Bereich der Kasseler Innenstadt seit über 800 Jahren in Betrieb.
In Richtung Wolfsanger schließen sich Großmärkte (Lebensmittel, Möbel) an.
Im Stadtteil befinden sich mehrere Kirchen, wie unter anderem die Brüderkirche und die 1957 erstellte Pfarrkirche St. Bonifatius. Kleine Stadtplätze prägen die Quartiere an der Gartenstraße und Sodensternstraße sowie oberhalb der Goetheschule an der Ysenburgstraße.
Grünanlagen gibt es an den Uferwiesen entlang des Klärwerks und dem Gebiet des Hafens, und zwischen Schützenstraße und Fulda/Ahna im Bereich der Insel Finkenherd. Hier befanden sich früher die Bleichen und Gärten der einfachen Bewohner.

### Verkehr
Die Hauptverkehrsstraßen sind die Weserstraße (B 3), die sich an der Weserspitze in die Fuldatalstraße und die Ihringshäuser Straße teilt, und die Kurt-Wolters-Straße/Schützenstraße (B 7/B 83) mit der Hafenbrücke über die Fulda zum „Kleinen Kreisel“. Straßenbahnstrecken gibt es in der Weser-, Fuldatal- und Ihringshäuser Straße sowie im Mittelring (Linien 3,6 und 7).

### Nachbarstadtteile
Nordöstlich wird der Stadtteil Wesertor durch Wolfsanger und Fasanenhof begrenzt. Im Norden grenzt Nord-Holland und im Westen Mitte an Wesertor an. Im Süd-Osten liegt der Stadtteil Unterneustadt.